# 阿滨蟹蛛
阿滨蟹蛛（学名：Thomisus albinus）为蟹蛛科蟹蛛属的动物。在中国大陆，分布于福建等地。